# Torrioni
Torrioni är en ort och kommun i provinsen Avellino i regionen Kampanien i Italien. Kommunen hade 543 invånare (2017).